# 暁 (NARUTO)

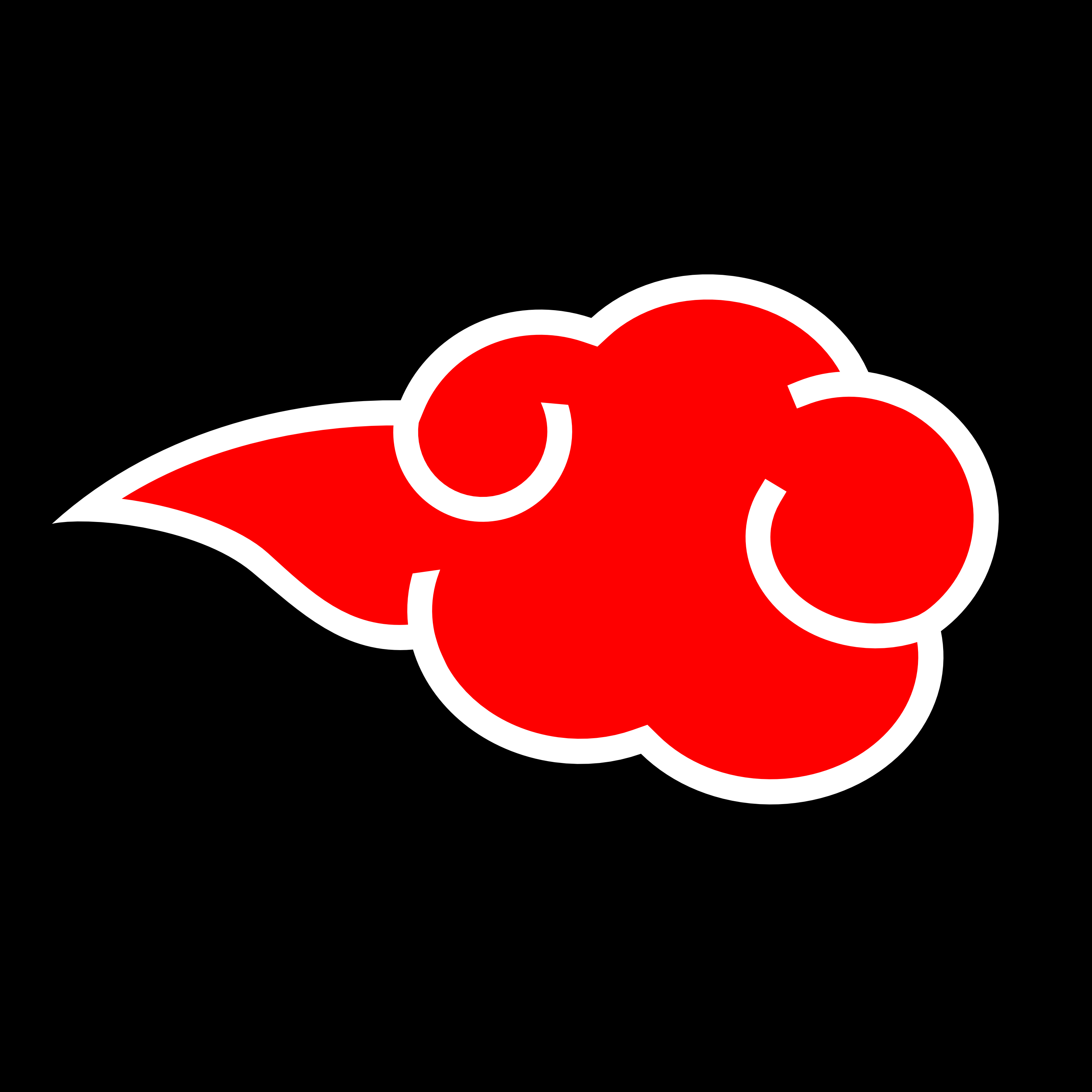
暁の装束の模様

暁（あかつき）は、漫画『NARUTO -ナルト-』およびテレビアニメ『NARUTO -ナルト-』、『NARUTO -ナルト- 疾風伝』などに登場する架空の組織。

## 概要
黒地に赤い雲が描かれた外套と笠を装束している。装束の赤雲は雨隠れの里に血の雨を降らせた戦争を象徴している。額当てはそれぞれ出身国のマークに、反逆を意味する傷をつけたものを着用している。また全員が漢字一文字が刻まれた指輪をはめている。基本的に二人一組（ツーマンセル）で行動する。後述の目的の成就のためには尾獣のチャクラが不可欠であるため、メンバー1人につき1体尾獣捕獲のノルマが課せられており、それぞれが各国で尾獣や人柱力を狩っていた。「裏切り者は容赦なく葬る」というルールがあり、以前には勝手に抜けた大蛇丸の粛清も計画されていた。第二部では「木ノ葉隠れの里を潰す」という目的の一致から、一時はうちはサスケが率いる「鷹」と協力関係にあった（鷹は後に離散し、第四次忍界大戦では連合側として参戦した）。
かつては弥彦をリーダーとして、弥彦や長門や小南らによって作られた「対話により争いをなくす」ための組織であり、活動を繰り返すにつれて規模も拡大していった。しかし、木ノ葉のダンゾウに唆されて里の実権を奪われることへの恐れを抱いた雨隠れの長である半蔵の策略に掛かり、三大国への平和交渉のために手を組むための会談と偽って弥彦と長門が誘い出されて半蔵の配下の忍達に包囲され、裏では小南を人質に取られており長門が弥彦の殺害を迫られ、結果的に弥彦が長門のクナイに身を差し出して自決したため暁は壊滅状態に陥った。アニメ版『疾風伝』では2人の後を追っていた他のメンバー達も、トビとゼツの襲撃を受けて全員が殺害されたため、長門と小南だけが生き残ったという経緯が明かされた。
主だったメンバーの死後は長門がリーダーとなるも、前述の悲劇やオビトとの接触を通じて暁の目的は「全ての尾獣を手中に収め、何億もの人々が一瞬で死に絶えるような禁術兵器を作り、それを戦争をしている国々に分け与え、使わせることで人々が戦争によって痛みを感じ、戦争への恐怖心によって戦争が起きないようにする」といったものに変わってしまい、以降暁はイタチや鬼鮫といったS級犯罪者の抜け忍を引き入れ、時には金で戦争も請け負うようになり、各国の警戒を集める傭兵集団の側面をも持つ犯罪組織と化した。しかし実際の最終目的は、本来の黒幕であるトビとうちはマダラの二人による「月の眼計画」により、世界中の人々全てを幻術にかけ、争いのない世界を実現することだった。
第一部開始の10年前に大蛇丸が脱退し、更に一尾封印の直後にサソリが死亡。直後にその後釜としてトビ（うちはオビト）が補充されるも、木ノ葉隠れ襲撃の際に飛段と角都、うちはサスケとの交戦でデイダラとイタチがそれぞれ死亡（飛段は生き埋めにされて行動不能となっており生死は不明）、ペインによる木ノ葉襲撃の際に長門が死亡し、彼の側近であった小南も脱退後にトビによって粛清され、更に第四次忍界大戦を前にして鬼鮫も死亡、これにより組織としての「暁」は自然消滅に至った。

## 現メンバー
長門（ながと）
声 - 森田順平、前野智昭（少年時代）、演 - 玉城裕規、細川晃弘
指輪：零 右手の親指
弥彦の死後、表向きのリーダーとなる。瞳術「輪廻眼」を有する。
長めの赤髪をした心優しい青年。斜め分けで右目が隠れている。弥彦の死後は「ペイン」と名乗っており、さらに半蔵を殺害した後は雨隠れの支配者となる。何らかの発表は全て代役である小南によって行われ、公には姿を現すことがなく、里の者達からは「神」と呼ばれて崇められていた。「ペイン」と呼ばれている人物の正体は死体を改造した6体の操り人形であり、里のどこかにいる長門が輪廻眼の能力で操作していた。
元は第三次忍界大戦の戦災孤児であり、雨隠れの里の戦闘多発地帯で生まれ育ったが、食糧目当てに家に侵入した木ノ葉隠れの忍から逃げようとした際、暗がりで敵と見間違えた忍に両親を殺害され、その悲しみと怒りで輪廻眼を開眼し無意識下で相手を殺害した。そして孤児となり当てもなく里を彷徨っていたところ、同じく戦災孤児の弥彦や小南と出会い、市場から盗んだ食糧で生活していた。後に木ノ葉の忍として訪れていた自来也と出会い、彼に引き取られ3人で護身のための忍術の手解きを受けており、自来也が里に帰った後は弥彦をリーダーとして弥彦や小南と共に暁を結成、争いを止めるための活動を続け規模を拡大させていった。しかし里の実権を奪われることを恐れた雨隠れの長である半蔵の罠に掛かり、長門と小南を助けるために弥彦が命を落としたことで、自身が歩んできた道に絶望し、小南の制止も聞かずに外道魔像を口寄せして半蔵の配下の忍達を全員殺害した。
以降は肉体が衰えていき、またこの時に半蔵の火遁の術により両足を負傷して歩く事ができなくなったため、機械を使わなければ移動もままならない状態だったことから、後述する「ペイン」を生み出し、それらを遠隔操作して表向きは「ペイン」として行動するようになった。以降は弥彦に代わって暁のリーダーとなるが、この悲劇を通してかつての長門とは考えが変わってしまい、後にオビトと接触して以降は「全ての尾獣を手中に収め、何億もの人々が一瞬で死に絶えるような禁術兵器を作り、それを戦争をしている国々に分け与え、使わせることで人々が戦争によって痛みを感じ、戦争への恐怖心によって戦争が起きないようにする」という目的のために動くようになり、以降は尾獣を集めるためにイタチや鬼鮫といったS級犯罪者の抜け忍を引き入れ、暁を各国が警戒するほどの犯罪組織へと変貌させた。そして同時に弥彦を改造して造ったペイン天道を使って半蔵を殺害、その一族及び依頼人までもを徹底的に抹殺した上で、自らが雨隠れの指導者の地位に就いた。
第二部ではサスケ率いる「鷹」が八尾の人柱力・キラービーの捕獲に失敗した直後、ペイン六道全員を用いて木ノ葉を襲撃、大規模な破壊活動と並行して里の者に九尾の人柱力・ナルトの居場所の尋問を行い、天道の「神羅天征」で上空から木ノ葉をクレーターに変えた後、時同じくして帰還したナルトと戦いを繰り広げ、天道を除く5体のペインが倒されるもその後は天道の術を駆使してナルトを圧倒するが、激闘の末に残る天道も倒され全滅した。そしてチャクラ受信機から自分の居場所を逆探知され、自分の前に現れたナルトに自分の過去を明かし、戦争と平和について語るが、最終的にナルトが自分達を殺めず、自来也の教えを貫き通すことを宣言したことにより、かつて自分が捨てた志を思い出し、彼に全てを賭けることを決意し、襲撃により極限まで消耗した状態で、「外道」としての真の力「外道・輪廻天生の術」を使い、襲撃の際に殺害した者達を蘇生させたが、自身は体に多大な負荷が掛かり命を落とした。
彼の遺体は小南に回収され、雨隠れのどこかに安置されていたが、第四次忍界大戦の開戦前にトビにより左眼の輪廻眼を奪われた。
第四次忍界大戦ではカブトの「穢土転生」によって蘇生されるが、肉体は死亡時同様に衰弱したままだった。その後イタチと共にキラービーと同行していたナルトと再会、操られて戦わされつつも会話を試みるが途中で意識を消され、餓鬼道のチャクラ吸収能力でキラービーのチャクラを吸い取り完全体となり六道全ての力で応戦。しかし、切り札として放った天道の最大術「地爆天星」をナルト、ビー、イタチの3人がかりで破られ、イタチの須佐能乎の十拳剣により敗北、意識を取り戻してナルトに激励の言葉を贈りながら封印された。
本作の連載終了後、作者自身が劇場版『THE LAST』の上映を記念したインタビューにおいて、「戦いの中で怨念やわだかまりがあっても、いつかは上手くいくと未来を“信じて耐え忍ぶ”忍者を描きたかった。『ペイン編』もやられてやり返すという描き方もできたけど、それじゃ憎しみの連鎖は続く。誰かがそれを断ち切らないといけない」と思いの丈を明かしていた。
ペイン
声 - 楠大典（第135話、疾風伝第10・12・13・16・17・18話）→堀内賢雄（疾風伝第80話以降）、久嶋志帆（畜生道<アジサイ>）、演 - 輝馬
雨隠れの里長とされる人物。基本的に輪廻眼を持った6人を指し、それらは「ペイン六道」と総称される。6人には六道の能力を指し示す名が割り当てられ、1個体1系統の能力を持ち、視野を共有し合っている。その正体は特殊な調整を加えられて蘇った死体であり、長門の術によって作り出された操り人形ともいえる存在。そのため6体のペインは体中の至る所に、高周波のチャクラを受ける受信機のようなものをピアスのように刺していた。通常は1体のみが行動し、残りは雨隠れの里で一番高い立入禁止の看板がある建物の隠し部屋に置かれた酸素カプセルのような物体の中で眠っていた。なお、能力自体は長門が持っている輪廻眼の能力を分割したものであり、6体のペインにはそれぞれ六道の能力が割り当てられており、基本的に個体ごとの名称もその名称が使われていた。
地獄道
年配の個体。『疾風伝』では生前は辻説法師（声 - 向井修）であることが窺え、とある廃村で村人を集めて演説を行う様子が描かれた。閻魔大王らしき化け物を呼び出し、嘘を付いた人間の舌を脱いて殺すことができる。また、壊れたペインを口にいれることで修復も可能。
餓鬼道
小太りの個体。かつては草隠れの忍であり、『疾風伝』では自来也がいた酒場で酔いつぶれていたことが描かれた。相手のチャクラを吸収する能力を有する。
畜生道
切り替わった個体。初登場時はかつて自来也と戦った風魔一族の男（声 - 古田信幸）だったが、自来也らにより肉体が撃破・回収されたので再登場時は雨隠れのくノ一・アジサイに変更される。口寄せの術で他のペイン六道や輪廻眼を持つ様々な動物を呼び出せる。
修羅道
人間離れした個体。人傀儡に改造されており、両腕からミサイルなどの遠距離武器を発射することが出来る。『疾風伝』では生前は傀儡師（声 - 浦山迅）であることが窺え、カラクリ人形をどこかへ売り込もうと所持していた。
人間道
長髪の個体。人間の頭を掴み、そこから魂を引き剥がしながら情報取集を行う事が出来る。引き剥がされた魂は「輪廻天生の術」を使わないと戻らない。かつては滝隠れの忍（声 - 伊藤富美也）であり、『疾風伝』では自来也や生前の餓鬼道と同じ酒場にいたことが描かれた。
天道
メイン個体。素体はかつてのリーダー・弥彦。唯一替えが効かない。長門の死後は小南の手で長門の亡骸と共に運ばれ、雨隠れの里のどこかに眠っている。自分の周囲の引力・斥力を操る術が使える。

小南（コナン）
声 - 田中敦子、峯香織（少女時代）、演 - 小林由佳
指輪：白 右手の中指
ペインの腹心であり、組織における紅一点。
冷静沈着で抑揚のない喋り方をしており、青紫の髪に幼少時に紙で作った花のコサージュをつけている。雨隠れの里の人々は「神」と呼ばれるペイン（長門）と共にいる彼女を「天使」と呼ぶ。幼少の頃から折り紙が得意で、戦闘でも紙を用いた術を使い、これらの紙は炎や水も押し返すことが可能。自らの体を無数の紙に分解することで、偵察・敵の拘束（無数の紙を敵にまとわせ身動きを取れなくする）・飛行・武器の生成・殺害などが可能。ちなみに本体は常に長門の護衛についており、表向きの行動は全て紙分身にやらせていた。
かつて戦争孤児だった幼少期に弥彦や長門と共に行動しており、後に自来也の元で共に忍術の手解きを受けていた。当てもなく彷徨う長門を弥彦のもとへ招き入れたのも小南だった。自来也曰く、この時の小南はとりわけ3人の中でも優しい子だったという。自来也が去った後は弥彦や長門と共に暁を結成するが、里の実権を奪われることを恐れた雨隠れの長である半蔵の罠に掛かり、長門と小南を助けるために弥彦が命を落としたことで長門は考え方を変えてしまうが、それでもなお長門を支え暁での活動を続けた。ペインの畜生道の体であるアジサイはじめペイン六道に使う遺体の回収を部下の忍びたちに指示を出していた。
自来也が雨隠れの里を訪れた際は、ペインの指示でその居場所を把握し攻撃を仕掛け殺害を試みるも、「蝦蟇油弾」をくらって動きを封じられた。ペイン六道が木ノ葉を侵攻した際にはともに同行し、ナルトの居場所を求め木ノ葉隠れの忍らに詰問した。後に油女父子らとも戦ったが、勝敗を決する前に退いた。共に現れたのは分身であり、本体は長門を護衛していたが、最終的にはナルトと長門との対話に心を動かされ、暁を脱退する決意を固めて長門と弥彦の遺体と共にその場を去った。
その後長門の輪廻眼を回収にきたトビと交戦。時空間忍術の弱点を突くため、大量の起爆札を用いた「神の紙者の術」を準備して抗戦したが、うちは一族の禁術を用いて術を破ったトビに背後から刀で刺され致命傷を負う。しかしその時今まで止む事の無かった雨隠れの雨が止み虹がかかったのを目にし、長門への感謝と共にナルトが希望の橋だとトビに告げ、最後の術を発動しようとしたが、寸前で妨害され幻術で弥彦と長門の遺体の所在を吐かされた上で殺害された。彼女の死体は残っていたが、第四次忍界大戦の際に穢土転生で蘇生されることはなかった。
なお複数の弥彦の生前時の場面で、小南と弥彦がお互いを思い慕う恋愛関係にあり、長門にも2人の気持ちを気づかれ、応援されていたと思われる描写があった。アニメでは既にメンバーであったイタチと角都とともに飛段を勧誘した。ゲーム『ナルティメットストームレボリューション』のストーリーにおいてはサソリとの戦いに勝利し、暁に勧誘した描写がある。

うちはイタチ
声 - 石川英郎、寺崎裕香（少年時代・イタチ真伝）、演 - 良知真次
指輪：朱 右手の第四指（薬指）
木ノ葉隠れの抜け忍。うちはサスケの兄であり、サスケの復讐の対象であった人物。端正な顔立ちをしており、一本結びの長い髪と目元に刻まれたシワが特徴。万華鏡写輪眼の開眼者であり一族の中でも飛び抜けた瞳力を誇り、さらに少年期から手裏剣術に突出しているなど、作中最強クラスの術者の1人。その強さはカカシや大蛇丸、鬼鮫などから「自分よりも強い」と言わしめ、カブトにも「次元が違う」と評されている。
かつては7歳でアカデミーを首席で卒業、8歳で写輪眼を開眼させ10歳で中忍に昇格し、その後まもなく暗部入りを果たすという異例の出世を遂げており、13歳の時には暗部の部隊長を務めていた。弟のサスケからも強い憧れを抱かれていたが、後に自身やサスケの両親を含めた一族の者を皆殺しにして里を抜け暁に加入し、以来サスケからは復讐の対象として激しい憎悪を抱かれるようになった。第一部の木ノ葉崩しの直後に、ナルトの捕獲の指令を受けて鬼鮫と共に木ノ葉を訪れ、上忍のカカシ、アスマ、紅の3人を圧倒したが、救援にガイが駆け付けたことで鬼鮫と共に一旦退却した。
第二部ではデイダラが我愛羅を攫った後、一尾を外道魔像に封印するための時間稼ぎに由良を操り、3割程度の力ながら追ってきた第七班のメンバーたちを足止めした。その後にサスケが彼の命を狙って追ってきた際には、サスケに万華鏡写輪眼の秘密を話し、永遠の万華鏡写輪眼を得るためにサスケの眼を奪うと宣言してサスケに襲いかかり、ついに因縁の対決が行われるが、既に病に冒され薬で無理矢理延命していた体は限界に達しており、激戦の末に笑顔を見せながら「許せサスケ、これで最後だ」と言い遺し、力尽きて死亡した。
しかしこれらのことは全てイタチが里とサスケを守るために演じていた表向きの姿であり、イタチの一族抹殺の真相は、実は父のフガクを首謀者として里へのクーデターを企てていた一族の粛清だった。表向きは冷酷な振る舞いを見せていたが、本来のイタチは温和で争いを好まない性格であり、それ故にうちは一族のクーデターに当初から反対していた。そして一族から木ノ葉でのスパイを任されていたイタチはダンゾウら里の上層部と密かに連絡を取り、自ら二重スパイという役目を引き受けていた。そしてクーデター決行の直前、「一族に与して全滅するか、里に与してサスケだけは生かすか」という選択肢をダンゾウから突き付けられ、自らが一族粛清の任務を引き受けてこれを遂行。里に潜入していたトビと取引をして粛清に協力させ、サスケを除く一族の者達全員を殺害してうちは一族を滅亡させ、犯罪者として里を抜けた上で、木ノ葉を狙うトビの監視を兼ねて暁に入団していた。
里の平和のために自らの手で一族を滅亡させる道を選んだものの、弟のサスケだけは殺すことができず、それ故にサスケの自身への憎悪を身に受けながら里抜け後も常にサスケのことを案じて行動しており、後にトビは「イタチにとって、サスケの命は里よりも重かった」と語っていた。三代目火影にはダンゾウら上層部からサスケを守るように嘆願しており、ダンゾウにはサスケに危害を加えた際には里の機密情報を全て非同盟国に暴露すると警告していた。サスケとの決闘も全て仕組んだ上での戦いであり、サスケに万華鏡写輪眼を開眼させ、大蛇丸による「呪印」から解放することなども狙っていた。さらには戦闘前に万華鏡写輪眼のリスクを明かしておくことで、自分の死後に万華鏡を開眼したサスケが目を移植するようにも仕向けていた。イタチはサスケに全て真実を知られることを恐れ、トビと遭遇した時に備えて口封じのためにサスケの目に「天照」を仕込むなど可能な限りの手を打っていたが、結局サスケには真実を知られてしまい、サスケは復讐の矛先をイタチを苦しめ続けた里へと向けてしまった。
彼の死後、彼の万華鏡写輪眼は失明しつつあったサスケの眼へと移植される。第四次忍界大戦ではカブトの「穢土転生」によって蘇生され、遭遇したナルトとキラービーの2人と交戦するが、生前にナルトに託していた口寄せカラスの眼に仕込まれたシスイの「別天神」がナルトに写輪眼を向けた者に「木ノ葉を守れ」と言う命令の幻術をかけるようになっており、本来の想定としてはこれはサスケにかける予定だったものが自分にかけられる事になり、結果として「穢土転生」の命令を上書きしカブトの制御から逃れた。その後は長門を封印してナルトにサスケやトビのことを託し、自らは「穢土転生」を止めるべく術者であるカブトの元へ向かうが、その道中に弟であるサスケと再会し、「穢土転生」を解くために共闘、うちは一族の禁術「イザナミ」を使い、カブトの精神を無限ループに幽閉することに成功した。その後カブトに幻術をかけて「穢土転生」を解かせ、解放される間際に幻術をサスケに使い、一族滅亡の全ての真実を伝えると共に、最後に「お前がこれからどうなろうと、俺はお前をずっと愛している」と本当の思いを告げて光と共に昇天した。

干柿鬼鮫（ほしがき キサメ）
声 - 檀臣幸、演 - 北園涼
指輪：南 左手の第四指（薬指）
霧隠れの抜け忍。「霧の忍刀七人衆」の1人であり、「大刀・鮫肌」の使い手。
名前の通りサメのような顔立ちで、肌の色は青黒く髪は藍色、瞳は黄色で小さい。口調は慇懃だが性格は冷酷。水の国の大名殺害、国家破壊工作などの凶悪な犯罪歴から「霧隠れの怪人」の別名で知られていた。前任者であった西瓜山河豚鬼を殺して奪った大刀・鮫肌を所有し、チャクラを吸う鮫肌を振るい敵やそのチャクラを削り取る肉弾戦の他、自力で大量の水を発生させるほどの高位の水遁忍術を操る。また、鮫肌と融合して半魚人のような姿になることもでき、水遁を応用した水中戦も得意とする。「鮫肌」の能力と、相手のチャクラを自分のチャクラとして還元できる能力から、暁の中でも莫大なチャクラを持ち、白眼で経絡系を透視したネジの見立てでは、元の三割のチャクラでも普段のナルトに匹敵する程で、そのチャクラ量故に霧隠れでは「尾のない尾獣」とも呼ばれている。また名前や姿のみではなく、口寄せサメや鮫をモチーフとした水遁を使っており、イタチに対してシロワニの母親の胎内で子が食い合う生態を暁の組織に例えて語るなど鮫に対しての知識も持ち合わせている。
暁に入る以前は霧隠れでは仲間殺しの任務を担っていた経緯から、仲間を殺し続ける自分自身の存在意義について思案しており、後に他国に情報を流そうとしていた元上司の西瓜山河豚鬼を殺害して鮫肌を奪った際に、当時の四代目水影・やぐらを操っていたトビと出会い、彼の語った「理想の世界」に共感した事で暁に加入した。第一部では木ノ葉崩しの直後に、イタチと共に九尾の人柱力であったナルトを狙って木ノ葉に潜入、カカシ、アスマ、紅の3人を圧倒するも、援護に現れたガイの飛び蹴りを見舞われ、そのままイタチと共に撤退した。
第二部の一尾封印の際には、チャクラを与えた生贄を使って一尾奪還に向かう木ノ葉の第三班のメンバー4人を足止めした。その後暁に協力したサスケ率いる「鷹」がキラービーの捕獲に失敗すると、代わりに自らがキラービーの元に向かい交戦、鮫肌と融合して自らが得意とする水中戦に持ち込み追い詰めるが、鮫肌がキラービーのチャクラを気に入った事で自身を裏切るという予想外の事態が発生し、さらには五影会談の帰途に付いていたエーらにも見つかってしまい、最終的にはエーとキラービーの連携技「絶牛雷犂熱刀」を受けて敗北。首をはねられて死亡したように見えたが、実際は白ゼツを身代わりにして生き延びており、自身は鮫肌の内部に潜んでいた。
その後ビーにより鮫肌ごと雲隠れまで持ち帰られ、島亀にて忍連合の情報を探るべくスパイ活動を行うが、九尾の力を手に入れたナルトの感知能力で鮫肌に同化していることを見抜かれる。集めた情報を持ち退散を試みるが偶然遭遇したガイに蹴り飛ばされ三度戦闘となり、「水遁・大鮫弾の術」を放つが、更に本気を出したガイの禁術「昼虎」で破られ敗北し拘束される。そして木ノ葉のアオバの精神侵入により情報を読み取られるが、肝心のトビの素顔に関する記憶を読まれる前に舌を噛んで精神侵入を跳ね除け、拘束から自力で脱出した後、自ら口寄せしたサメに自分自身を喰い殺させ自害した。情報が詰まった巻物には開くとサメが巻物本体をトビのに届け、同時に「水牢の術」が発動して追跡者を足止めするというトラップを仕掛けていた。
死の瞬間には、かつてイタチと交わした「人間がロクでもないかどうかは死に際にわかる」という会話を想起し、「どうやら自分はロクでもない人間…でもなかったようですよ」と思い返していた。また、最後に仲間を守る為に自ら命を絶った自己犠牲的な姿勢を見せたことから、3度に渡って打ち負かしたガイからは「その名を一生覚えておく」と告げられた。死体が残らなかったため、戦死した「暁」のメンバーでは小南や飛段と共に「穢土転生」で蘇生されなかった。

サソリ
声 - 櫻井孝宏、青山穣（ヒルコ）、矢島晶子（少年時代）
指輪：玉 左手の第一指（親指）
砂隠れの抜け忍。かつては「赤砂のサソリ」と呼ばれ、天才造形師と謳われていた。
赤髪に茶色の瞳の風貌。普段は傀儡「ヒルコ」の中に潜み行動や戦闘を行う傀儡使い。殺してきた人間を人傀儡に作り変えてコレクションとしていた。人間を傀儡に作り変える「人傀儡」を作ることができる唯一の人物であり、その中には歴代風影最強を誇る三代目風影も含まれ、その数はチヨとサクラを殺せばちょうど300人になるほどだった。実年齢は35歳だが、自身の体も人傀儡へと作り変えているため、容姿は砂隠れの里を抜けた当時の15歳のままとなっている。また、その胸部から膨大なチャクラ糸を放出することで、一般の傀儡師が操れる傀儡人形の数（＝指の数、つまり10体）を遥かに上回る100体もの傀儡を操ることが出来る。毒物にも造詣が深く、彼の傀儡に仕込まれた武器の多くには、受ければ数日で死に至る毒が塗られている。
幼少時に両親が任務で死亡していたため祖母のチヨの下で育てられ、そのため両親の温もりを欲していた。幼少の頃より祖母のチヨから傀儡忍術を叩き込まれたため傀儡師としての実力も高く、里抜け時には歴代風影の中でも最強と言われていた当時の三代目風影を暗殺している。暁入団時には大蛇丸とコンビを組んでいたが、イタチ真伝では互いをいがみ合う極めて険悪な様子が描かれていた。大蛇丸の後にコンビを組んだデイダラとは双方の芸術についての見解の相違などで言い争うこともあったが、デイダラからは「おそらく自分より強い」と言わしめている。
第二部では一尾の人柱力である我愛羅を捕獲するために、デイダラと共に故郷の砂隠れに赴き、捕獲後は追跡してきたカンクロウを圧倒した上に毒によって致命傷を負わせた。その後我愛羅の奪還のためアジトへ追跡してきたチヨとサクラとの戦いでは、ヒルコを始め三代目風影や自分自身、さらには「赤秘技・百機の操演」による100体の傀儡大群の併用などで2人を追い詰めるが、チヨや自らが作った両親を模した傀儡に対する肉親の感情が一瞬攻撃の手を鈍らせたことにより、最後は自分の左胸に唯一残していた生身のパーツを自分の両親の傀儡によって刀で貫かれ、そして自らを「傀儡になれなかった人間」と自嘲し、1週間後に草隠れの里にある天地橋でカブトと会うという情報を言い残して死亡した。
第四次忍界大戦ではデイダラと共にカブトの「穢土転生」によって蘇生され、偵察部隊に振り分けられてカンクロウ率いる奇襲部隊と交戦。しかし蘇生された肉体は生身であったこと、自前の人形も整っていなかったことからその真価を発揮できず、カンクロウのクロアリで捕縛された。その後カンクロウに諭されたことで自分の芸術への信念を思い出し、カンクロウに父と母の傀儡を譲ることを伝え、それを後世に受け継がせることを約束させて昇天した。

デイダラ
声 - 川本克彦
指輪：青 右手の第二指（人差指）
岩隠れの抜け忍であり、最年少メンバー。
金髪碧眼の中性的な風貌をした青年。左眼は前髪で隠しており、スコープが取り付けられている。一人称は「オイラ」だが、稀に「オレ」になることもある。語尾に「うん」と付けるのが口癖。
かつては里の爆破部隊に所属していた粘土造形師。両手の平にある口で喰った粘土と自身のチャクラを混ぜて作った「起爆粘土」を用いて様々な造形品を作り、これを攻撃や移動に利用して戦う。粘土に混ぜるチャクラはC1からC4まで上げることができ、爆発の威力は混ぜたチャクラの種類や量で調整可能となっている。暁ではサソリとツーマンセルを組んでおり、彼とは双方の芸術についての見解の相違などで言い争うこともあったが、同じ物造りとしては尊敬しており「サソリの旦那」と呼んでいた。
第二部ではサソリと共に一尾の人柱力であった風影・我愛羅を攫うべく砂隠れの里に潜入し、我愛羅と交戦し左腕を潰されたものの、里への攻撃を囮にした陽動攻撃で致命傷を負わせ勝利を収めた。その後は暁のアジトに戻って一尾を封印した後に、追ってきたナルト達をサソリと共に迎撃する。ナルトとカカシとの戦闘では鳥型粘土に乗って上空から様子をうかがっていたが、カカシの瞳術「神威」によって右腕を切断され、さらにナルトの攻撃で地上へ落とされたところに木ノ葉の第三班のメンバーらも合流したため追い詰められ、「自爆分身」を用いて逃亡した。その後に自身が暗殺を企んでいた大蛇丸がサスケに殺されたことを知って怒りを露にし、矛先をサスケに変えて彼を倒すことを決意した。この時に右腕と左腕は既に角都により治療されていた。
その後、「蛇」のメンバーと離れてイタチを捜していたサスケと遭遇して交戦となり、幻術を看破した上で「C4」を食らわせて倒したかに見えたが、雷遁系の術を受けると起爆しなくなるという欠点を見破られて「C4」を無効化され逆上、身体に起爆粘土を取り込むことで自らを強力な爆弾「CO」に変え、サスケを道連れに自爆しようと目論むも、サスケはマンダを口寄せしての間接的な時空間忍術で爆発を逃がれたため、結局デイダラだけが自爆して死亡するという結果に終わった。
第四次忍界大戦直前にはサソリと共にカブトの「穢土転生」によって蘇生され、キラービーとナルトを捕獲するためにカブトと共に雲隠れの孤島・島亀に赴き、待ち伏せていた三代目土影・オオノキと交戦となるが、「C4」の使用を試みオオノキが塵遁を発動しようとしたためカブトに連れ戻されてしまった。開戦後は同じく復活されたサソリや木ノ葉の「根」に所属していたシンらと共に偵察部隊に振り分けられ、カンクロウ率いる奇襲部隊と交戦するが、シンを道具扱いするような発言が奇襲部隊のサイの怒りに触れ、カンクロウやオモイとの連携攻撃によりサソリと共に封印され、その後イタチによって「穢土転生」が解除されたことで昇天した。

飛段（ヒダン）
声 - てらそままさき
指輪：三 左手の第二指（人差指）
湯隠れの抜け忍。トビに次ぐ新入り。各媒体でメンバー入りした経緯が異なる。
赤紫（ピンク）の眼に髪は銀髪でオールバック。言葉の節々に伸ばし言葉を使うのが特徴。「汝、隣人を殺戮せよ」を教義とし、殺戮をモットーとした新興宗教「ジャシン教」を信仰しており、その教義に沿って戦闘前や戦闘が決着した後も儀式のために時間を割く程の熱狂的な信奉者である。暁では角都とツーマンセルを組んでおり、角都とは価値観の相違などで言い争いが絶えない。鬼鮫は後に二人のことを「不死身コンビ」と呼んでいる。
元来、好戦的な性格だったため里の平和主義に不満を持ち、そこに目を付けた新興宗教「ジャシン教」によって勧誘され信者の1人となる。以来ジャシン教に傾倒し、「無神論者どもにジャシン教の存在を知らしめる＝殺戮を肯定する世界を作り上げる」という自分の目的達成のために暁に参加しているため、完全に忠誠を誓っているわけではない。アニメ疾風伝オリジナルストーリー「イタチ真伝篇」では、かつては湯の国の連続殺人鬼として知られており、能力を見極めた小南の判断でイタチと角都を含めた3人に勧誘され、暁に仲間入りしていることが判明した。
ジャシン教の人体実験を繰り返した結果「不死身の肉体」を得ており、どれだけ出血しても心臓を刺されても首を落とされてもバラバラにされても死ぬことはない。また三刃の大鎌を武器として扱い、これで相手の血液を奪い体内に取り込むことで、自らが受けた傷を血液を取り込んだ相手にも与える術を発動させ、自身が持つ不死身の肉体を利用して相手を一方的に殺害するという戦術を用いる。
第二部では角都と共に二尾の人柱力であるユギトを捕らえた後に、九尾の人柱力であるナルトの捜索にも乗り出し、火ノ寺を襲撃して元守護忍十二士の忍僧である地陸を倒して火ノ寺を壊滅させた。その後賞金首であった地陸の死体を換金所に持っていったところで、アスマら4人に発見され交戦となるが、自分の術でアスマに致命傷を負わせて殺害した。その後増援に駆け付けたチョウジやいのら4人を含めた他の7人をも追撃しようとするが、二尾封印のためペインの招集がかかり、角都共々一時撤退した。
二尾の封印の終了後、再編成された第十班に見つかり交戦、角都との連携を封じる目的でシカマルの「影真似の術」で角都から引き離され、シカマルを自分の術で殺そうとしたが、その際体内に取り込んだ血液が実はカカシが密かに採取した角都の血液だったために失敗、倒れたふりをしたシカマルを殺したと思い込んだため、その隙をつかれて身動きが取れなくなり、胴体を爆破されて仕込んだ穴の底に落とされてバラバラになった状態で生き埋めにされた。
落された穴は奈良一族のみに立入が許される森の中にあり、二度と穴から出られることがないように厳重な監視の下に封印されている。不死身であるため第四次忍界大戦の際に穢土転生されることはなかった。

角都（カクズ）
声 - 土師孝也
指輪：北 左手の第三指（中指）
滝隠れの抜け忍。本人曰く「暁のサイフ役」を担っている。
白目の部分は赤く瞳の色は黄緑。普段は頭巾を被り口元はマスクで覆っているのが特徴。普段は冷静沈着だが、トラブルが起こると殺意が湧き、仲間であっても容赦なく殺害するなど、荒っぽい一面も持ち合わせているため過去にコンビを組んだ者はいずれも死亡している。また、「信じられるのは金だけだ」と豪語するほど金銭に対する執着心が極めて強く、人柱力捜索の傍ら賞金首を仕留めては換金所に赴いて資金を調達している。暁では飛段とツーマンセルを組むが、飛段とは価値観の相違などで言い争いが絶えない。
滝隠れの里に伝わる禁術の能力により、体の一部を切り離し黒い繊維状の触手で操ることができ、この繊維では切り離された体を繋げたり、敵を縛り上げたりすることもできる。より強い忍の心臓を生きたまま抜き取って経絡系やチャクラの性質ごとに移植し、それらを背中に宿している仮面の化け物4体として分身のように操り、自身と合わせて5種類の性質変化全てを操ることができるほか、己のを含め5つの心臓を補充することができ、一つでも残っていれば補充が効くため、心臓を補充し続ければ寿命をいくらでも伸ばせる。接近戦においては、自身の土遁の術で体を硬化させ防御することができ、これにより敵の物理攻撃は雷遁を帯びたもの以外は全く受け付けない。
年齢は登場時点で生存していてなおかつ年齢が判明している登場人物の中では最高齢の91歳であり、かつては滝隠れの精鋭として木ノ葉の初代火影を暗殺する任務を受けるも失敗し、里から汚名と重罰を受けた。これに憎悪を抱き、禁術による触手で次々と上役の心臓を奪って殺害した。
第二部では飛段と組んでユギトを捕獲した後、火の国に出向いて火ノ寺を襲撃、地陸を仕留めて死体を換金所に運び、そこを襲撃してきたアスマ達4人と交戦、その後増援に駆け付けたチョウジやいのら4人を含めた他の7人をも追撃しようとするが、二尾封印のためペインの招集がかかり、飛段共々一時撤退した。
その後再びナルトの捜索に向かうが、再編成された第十班に捕捉されて交戦、第十班を倒す寸前にまで追い詰めるも第七班の増援部隊に妨害され、最後はナルトの「風遁・螺旋手裏剣」を受けて致命傷を負い、最後はカカシの「雷切」で止めを刺されて死亡した。
第四次忍界大戦ではカブトの「穢土転生」によって蘇生され、ヒザシ、ダン、アスマと共に戦闘に参加。その後岩に下半身を押し潰され戦闘不能となり、イタチによって「穢土転生」が解除されたことで再びこの世から去ることになった。

ゼツ
声 - 青山穣（第135話）→飛田展男（疾風伝以降）、河西健吾（少年時代の黒ゼツ）、演 - 河合龍之介
指輪：亥 右手の第五指（小指）
草隠れの抜け忍。単独行動をする唯一のメンバーで、主に監視・サポート役を担っている。創設メンバーを除けば、最古参。
黄色い眼と緑の髪の風貌で、身体を巨大なハエトリグサの様なもので包まれているという人間離れした外見をしている。暁の構成員として活動するゼツは2人のゼツが合わさった状態であり、左半身と右半身とでは肌の色が異なり、互いに異なる人格を持っている。左右半身はそれぞれ片半身と会話をすることができるが、性格が異なるため互いの意見がよく食い違うことがある。左右の体は分離することもできる。地面や木などに身を潜めることができ、敵の監視役や仲間が捕らえた人柱力の回収、死体の処理、戦いの様子を記録する役目を務めていた。
黒ゼツ
ゼツの右半身。白ゼツとは対照的に口が悪く、厳格で大人っぽい性格で、白ゼツからは「毒舌」と呼ばれている。
真の正体は、カグヤがハゴロモとハムラに封印される間際に産み落とした3人目の子。上記の性格も全て演技であり、実際には白ゼツに負けず劣らず子供っぽく、本来の口調も柔らかく普通の口調だが、毒舌であるのは変わらない。また、後述の経緯から「自分が忍の歴史を作り上げた」と豪語している。
カグヤに産み落とされた後、カグヤ復活に必要となる十尾の本体の尾獣の封印像とその封印を解放させる輪廻眼、そして十尾のチャクラを分散させた9体の尾獣の回収を実現するために闇の中で暗躍、まずハゴロモの息子であるインドラに接触し、跡目争いに敗れた彼を唆して弟アシュラと対立させるように仕向け、両者が子孫に転生する度に争いを起こすようした後は、インドラの子孫うちは一族を物語のキャストと称して徹底的に利用するためハゴロモが道を違えたインドラとその末裔に正すようにと書き遺していた碑文を「無限月読こそがうちは一族を救う唯一の手段」と改竄、以降はインドラの転生者とアシュラの転生者に幾度なくアプローチしては輪廻眼の開眼を試みるも誰もその段階までいかず、その間千年以上もの時を過ごした。
そして転生者が千手柱間・うちはマダラの代になった時、マダラならばそれが出来ると確信、終末の谷での死闘でマダラが柱間に敗れたのを見て振り出しに戻ったと思いかけるも、扉間が写輪眼研究の為に自身の遺体を処理せずに山奥の石室に保管するのを見越したマダラが「イザナギ」で蘇生する直前に彼の体の中に潜入、マダラが輪廻眼を開眼し、外道魔像を口寄せした後、柱間のクローンと見せかけて魔像から白ゼツを抽出させ、オビトにマダラが代わりのサポートを付けようとした時、陰陽遁でマダラから生み出されたように見せかけて白ゼツの一体と融合、マダラの意志の代行者を演じ、オビトの協力者として暁内で暗躍していた。
忍界大戦直前では、カブトにマダラの死体をわざと発見させ、その死体をオビトとの交渉材料にさせることで、戦争における暁側の戦力増強役として引き入れる事に成功、その後改悛したオビトが忍連合側の犠牲者達に対して「外道・輪廻天生の術」を発動しようとした瞬間を狙ってその肉体に取り付き、術をそのままマダラに向けて発動させる事で彼を復活させる事に成功し、マダラによる尾獣9体を外道魔像への封印・十尾の人柱力・「無限月読」の発動が成されたことで準備が整い、オビトの肉体を完全に乗っ取った状態で、マダラの隙を付いて胸を背後から貫き動きを止め、「無限月読」に囚われた人々のチャクラをマダラの肉体に流し込むことで遂にカグヤ復活を成功させた。
その後はカグヤの腕へと同化し、異空間にてカグヤに捕らわれたナルトとサスケの半身を覆う形で現れて上述の経緯を語った後、二人のチャクラを吸い付くそうとするも抵抗に合いそのまま交戦、カグヤに助言を与え、一度はサスケを別空間にとばしたが、ナルトの奇策の数々を前にカグヤ共々翻弄されてしまい、サスケもオビトとサクラの手で救出されて合流、次に転移した超重力空間にてナルトとサスケを「共殺の灰骨」で殺そうとした際、身を挺してナルトを庇い死亡したオビトを「どっちつかずのクズ」と嘲笑したことで激怒したナルトにカグヤの腕ごと切り飛ばされたうえに黒棒数本を刺されて身動きを封じられてしまい、その状態でもカグヤを支援するも、最終的にナルトとサスケの「六道・地爆天星」によってカグヤは再び封印され、その場を逃れ再び復活のための暗躍を行おうとしていたが、それを見逃さなかったナルトに「親離れの出来ないガキ」と罵られ、封印間際のカグヤの元へと放り込まれ断末魔の悲鳴を上げながら共に封印される結果となった。
白ゼツ（オリジナル）
左半身。子供っぽい無邪気な喋り方をする。別名「饒舌」。
外道魔像に繋がっていた人造体の段階で右半身が負傷したオビトに移植された為右上半身が無く、彼の使用する寄生分身も同様に右上半身が存在しない。マダラやオビトからは千手柱間の劣化したクローンとされていたが、後に黒ゼツによって真の正体は「無限月読」の餌食となった者達の成れの果てであることが明かされ、黒ゼツがそれを外道魔像から抽出したように見せ掛けたに過ぎなかった。
数あるゼツの中でもオビトとの付き合いは長い故に、オビトがかつての第三次忍界大戦で瀕死の重傷を負い、密かにマダラに助けられていた際にはグルグルと共にオビトのリハビリに協力していた。第二部では黒ゼツと分離して五影会談の最中に突如として乱入してその場を騒然とさせ、サスケが近くに居ることをちらつかせたが、激昂した雷影に首を折られてしまった。その後は「胞子の術」を発動し、その場にいたほぼ全員に取り付いて五影らを混乱させ、サスケにはチャクラの補充を行った。
第四次忍界大戦ではオビトの命令でサスケを監視していたが、永遠の万華鏡写輪眼を得たサスケによって、実験体にされるも同然の形で「須佐能乎」により倒され死亡した。
トビ / グルグル
第三次忍界大戦時、マダラ自らの手で生み出された存在。「グルグル」はオビトがつけた渾名。
ねじれ模様に穴の開いた顔をしている。オビトが使用していた仮面のモデルになっており、白ゼツ以上に無邪気でボキャブラリーにも富んでいる（その言動はオビトが演じていたトビに近い）。重傷を負って運び込まれたオビトを白ゼツと共に揶揄っていたが、リハビリに進んで協力するなど根は優しく、自力で立てるようになった際は喜んでいた。
まだ完全に回復していないオビトが、危機に陥ったカカシとリンの元へ向かおうとした際には、自らの身体を彼にまとわせる形で協力した。その後はオビトがマダラを名乗って活動し始めてからも彼の正体を隠すために彼に自身をまとわせていた。その後、第四次忍界大戦時ではマダラの完全復活後に木遁でできた像と共に戦場に突如出現し、連合軍の忍達と交戦しており、この時はヤマトに纏わりついていたが、マダラが「無限月読」を発動させた後にヤマトの身体から離れた。ナルトとサスケによる「無限月読」の解術後は、自分達を抽出した外道魔像が封印された影響なのか、目を覚ましたヤマトの体を再び乗っ取ろうとするも彼の目の前で崩れ去った。
白ゼツ（量産型）
第四次忍界大戦に向けて、オビトにより7体の尾獣のチャクラを使って量産された10万体の白ゼツ。オリジナルの白ゼツとは異なり、こちらは右半身が存在する。第四次忍界大戦でその大半が主戦力として忍連合軍と交戦し、この戦闘で「胞子の術」を使用して奪ったチャクラを用いて連合の忍達に化け、潜入や闇討ちを行うが、ネジに化けた一体がサクラの暗殺に失敗したため、逆に術の仕組みと目論みを連合に察知され、身体を調べられた結果その正体が初代火影である柱間の細胞を用いて生み出された彼のクローン体であり、「木遁の力で動く植物」であることが発覚、さらには九尾チャクラを身に付けた上で参戦したナルトの影分身達に擬態を看破されて次々に駆逐されていき、その後オリジナルの白ゼツがサスケに殺されて異変を感知し現れた量産型十数体も次々と倒されて戦争の状況を幻術で吐かされた挙句、首を吹き飛ばれて死亡した。
サスケの監視用にも胞子の状態で6体が付けられていたが、復活した大蛇丸に捕獲され、うち4体が歴代火影を復活させるための生贄に、1体が「屍鬼封尽」の解除の代償で肉体を捨てることになった大蛇丸の依代に、最後の1体は重吾に吸収されるという形で利用された。この他にもマダラの完全復活後にも1体が出現し、オビトが隠していた右目マダラの輪廻眼をマダラに手渡した。
白ゼツ（生体兵器）
声 - 阿部敦
『BORUTO』に登場。複数の白ゼツが融合した異形の姿となっており、体中に存在する口や刃物状に変形した腕から異なる種類の遁術を同時発動するだけでなく、大柄な分パワーも強い。カグヤ封印後も十数体ほどが遺跡に残されていたが、発見したサスケにより処分され、逃げ延びた1体も木ノ葉丸班に倒された。

トビ
声 - 高木渉
指輪：玉 左手の第一指（親指）
サソリの後釜として入団したメンバー。右目に穴の空いた捻れ模様の仮面を常に被っており、ツーマンセルのパートナーであるデイダラを「先輩」と呼んではいるものの、デイダラのやられっぷりを冗談交じりに皮肉っては癪に触れたりと、腰が低いように見えていてお調子者の性格。敵の攻撃をすり抜ける能力を持っている。
うちはマダラ
声 - 内田直哉（仮面の男 / 偽マダラ）、演 - 伊勢大貴
イタチの死後、トビが名乗った自らの正体。仮面の穴から覗かせた右目には写輪眼を備えており、上述の「すり抜ける」術もこれを用いていたもの。弥彦の死後、長門を唆して暁を尾獣を狩り集めるための犯罪組織へと作り替え、その後も暁を裏で操っていた影のリーダー。15年前の九尾襲来事件を引き起こしナルトの両親であるミナトとクシナを死に追いやった張本人でもあり、また10年前のうちは一族の殲滅事件にも関与している。イタチとの死闘を経て満身創痍となっていたサスケを介抱し回復させた後、サスケに対しかつて木ノ葉の里で起こったイタチの真実を伝え、彼を木ノ葉への復讐にいざない暁に協力させる事に成功した。
その目的は尾獣達を集め復活させた十尾と月を用い、地上の全ての人間を幻術により、それぞれ各々の幸せだけに満ちた夢の世界へと永遠に誘う「月の眼計画」を実行する事。一尾から七尾までを狩り終えた後、ペイン襲来後に行われた五影会談にサスケらと共に潜入し、五影たちの前に姿を現し「月の眼計画」を明かすと共に、八尾と九尾の引き渡しを拒否した五大国を相手に「第四次忍界大戦」の開戦を宣言する。そして戦争を引き起こすための計画を着々と進め、カブトから持ち掛けられた取り引きをも受諾し、10万体の白ゼツに加え「穢土転生」によって口寄せされた元忍達を以て戦争に臨む。
開戦後はカブトにより転生されたかつての二尾～七尾の人柱力達を用いて作った新たな「ペイン六道」を率い、八尾と九尾の人柱力であるキラービーとナルトを捕らえるために出撃するが、その最中に穢土転生の術によって「本物の」うちはマダラが口寄せされてしまう。そして遭遇したナルトやキラービーと交戦するが、2人の抵抗に業を煮やし、八尾のタコ足と金角・銀角兄弟の体内の九尾のチャクラの一部を用いて、不完全ながら十尾を復活させる。だがその最中にカカシに「すり抜ける」術の正体を見破られ、ナルトの「螺旋丸」を喰らい面を破壊され、ついにその面の下の素顔を晒すことになる。
うちはオビト
声 - 高木渉、小森創介→潘めぐみ（少年期）
トビ、そしてうちはマダラと名乗っていた仮面の男の真の正体。かつての木ノ葉でのカカシのチームメイトであり、第三次忍界大戦で殉職したと思われていた。
名門うちは一族に生まれながら写輪眼を開眼できずにいた落ちこぼれ忍者。少年期には仲間想いで負けず嫌いな性格であり、ルール重視のカカシとはよく対立していた。その他、同じ班であるリンには忍者学校時代から好意を寄せていたが、彼女の心がカカシに向いていることにも気づいており、自らの思いを打ち明けることはなかった。
第三次忍界大戦の「神無毘橋の戦い」にて、リンが岩隠れの忍に拉致され、カカシも負傷するという事態に遭遇し、仲間を守りたいという思いから写輪眼を開眼させた。しかし、リンの救出直後に敵の術からカカシを庇って、岩に右半身を押し潰され瀕死の重傷を負う。そしてカカシの上忍への昇格祝いとして左目の写輪眼を譲った後に、岩石に全身を押し潰され殉職したとされていた。しかし第四次忍界大戦にて、うちはマダラを名乗っていた男の仮面の下から、再びその素顔を表舞台に表すことになる。
実は神無毘橋の戦いでは死んではおらず、カカシやリンを見送った後にマダラの手によって助けられ、辛うじて生き延びていた。まもなくマダラに「月の眼計画」への協力を要求されるもそれを断り、仲間の元へ生還すべく長い間リハビリに励んでいた。しかしある日、カカシとリンが霧隠れの暗部によって危機に陥っている事実を聞かされ、脱出してカカシたちの元へ向かうが、そこで目撃したのはカカシがリンの命を奪う瞬間であった。リンを失った悲しみや絶望に心を支配されたことで万華鏡写輪眼を開眼、その瞳力と木遁の力を暴走させ霧隠れの暗部達を皆殺しにした後、リンが存在する世界を創るべくマダラの計画に乗ることを決意する。
その後は彼の復活までの間マダラの名を名乗って「月の眼計画」の実現のために暗躍を開始。手始めに弥彦や長門たちに接触して「暁」を設立させ、弥彦の死後は「暁」を戦闘集団へと作り替えていった。その後密かに木ノ葉へ帰還していた際にミナトの子が直に生まれることを知り、出産直後で力が弱まっていたクシナから九尾を引きずり出して従わせ、復讐のために木ノ葉を破壊させようと画策、最終的には失敗するも結果的にミナトとクシナの抹殺に成功した。数年後にはうちは一族のクーデター計画の隙を突いて再び木ノ葉への復讐を実行に移そうとしていたが、自身の存在に気付いていたイタチから取り引きを持ち掛けられて牽制され、それに応じてイタチと共にうちは一族を全滅させた。その後は四代目水影・やぐらを幻術で操って霧隠れの里を支配するなど秘密裏に行動していたが、サソリの死亡に伴い「トビ」を名乗り表向きは補充要員として暁に入団した。そして暁を利用して戦争を引き起こし、ついに十尾を復活させることに成功する。
素顔を明かした後はカカシを自身の計画に誘おうとするも拒絶され、戦闘の末に致命傷を負う。何とか逃れたもののその様子を見たマダラから見限られ、体を操られて「輪廻天生の術」を行使させられかけるも、その支配を振り切り十尾を体内に取り込むことで十尾の人柱力となる。当初はその力に飲み込まれ自我が崩壊しかけていたが、リンとの思い出までも消されまいと必死で抵抗し、その力の制御に成功。ナルトとサスケや歴代火影たちの攻撃を退け、「無限月読」を発動するために十尾を最終形態である神樹に変化させ、多くの忍達のチャクラを吸い取り忍連合に降伏を呼びかけるが、なおも折れずに立ち向かうナルトやサスケ、その姿に心を震わせた忍連合の前に、十尾のチャクラを抜かれて敗北した。その際に精神世界でナルトと対話し、彼の言葉を受けて本来の自分を取り戻し、そして今までの償いとして「輪廻天生の術」を発動しようとするが、地中に潜んでいた黒ゼツに取りつかれ、その術をマダラに対して発動させられマダラの復活を許してしまう。
その後は黒ゼツに取り付かれたままカカシ達と戦わされるが、マダラとの対話で彼の考えを否定した上で自我を取り戻し、黒ゼツによる肉体の支配を跳ね除け一尾と八尾のチャクラの一部を奪ってナルトに与え蘇生させた。その後サクラに左目の輪廻眼を潰すよう頼むも間に合わず、時空間に現れたマダラに左目を奪われてしまう。直後に黒ゼツがカグヤを復活させた際にはカグヤによってナルト達と共に異空間へと引き込まれた先で意識を取り戻し、瀕死の状態であったがナルトの処置により回復、別空間に引き離されたサスケをサクラの協力で連れ戻すことに成功する。その後カグヤが放った「共殺の灰骨」からナルトとサスケを助けるべく、共に犠牲になろうとしたカカシを神威で助けるが、自身はそれを受ける。最期はナルトに感謝の言葉と共に「お前は必ず火影になれ」と言い残し、塵となって崩れ去り死亡した。死後は精神空間でリンと再会した後一旦カカシの精神空間に戻り、自身の万華鏡写輪眼の力を一時的に貸し与えた。カグヤの封印後、ナルトらを異空間から戻すため六道仙人の口寄せに協力し、自分が今までやってきた行いに対して深い後悔を感じながらも、カカシに「最後は敵ではなく友として別れることが出来る、俺にとってはそれだけでいい」と告げられ、彼に感謝を告げて消滅した。

## 元メンバー
大蛇丸（おろちまる）
指輪：空 左手の第五指（小指）
木ノ葉隠れの抜け忍。本編開始の約4年前に離脱している。
当時はサソリとツーマンセルを組んでいたが、その関係は極めて険悪だった。イタチの肉体を次の器にしようと試みていたが失敗し、その際に指輪の付いた腕を切り落とされ、組織から抜けている。その後は対立関係にあったが、マダラを始めとする暁についての様々な情報を調べ上げており、その情報量の多さはマダラをも驚かせている。
枇杷十蔵（びわ じゅうぞう）
声 - 後藤光祐
指輪：南 左手の第四指（薬指）
霧隠れの抜け忍。霧の忍刀七人衆の1人であり、「断刀・首斬り包丁」の使い手。
右頬に十字傷があり、口には縦に並んだ赤い格子のような刺青がある。アニメ版オリジナルエピソード「イタチ真伝篇」では、暁のメンバーでありイタチが鬼鮫の前任であり、相棒だったことが判明し、マイト・ダイとの交戦後里に嫌気が差して里を抜けて暁に入っていた。新入りのイタチに暁の仕事について依頼と割り切って淡々と取り組む姿勢を説明したり、冗談混じりながらも任務前にフォーメーションの確認を怠らずイタチを戦闘中に助けたりと面倒見の良い性格だった。後に水の国での任務におけるやぐらとの交戦時に致命傷を負い、イタチに看取られながら息を引き取った。
飛段の前任者
指輪：不明（飛段の前任者ということもあり、「三 左手の第二指」であることが推測される）
角都が飛段とコンビを組む前に組んでいた忍の一人。「暁」に入る前の経歴は不明だが、描写から察するに大剣を用いた戦術が主であったことがうかがえる。交戦中、パートナーである角都の攻撃に巻き込まれ、死亡した。アニメオリジナルエピソードに登場。
弥彦（やひこ）
声 - 堀内賢雄、羽多野渉（少年時代）
組織の発足者であり、後に初代リーダーとなる。
オレンジ色の髪をした精悍な青年。かつては雨隠れの戦災孤児であり、同じく戦災孤児の長門や小南と共に生きるための旅を続けていたが、その後出会った自来也に引き取られ、彼の下で忍としての修行を受けていた。3人の中ではリーダー格であり、自来也が去った後に「武力に頼らない平和」を見つけるべく仲間を集めて「暁」を組織したが、この暁の結成はオビトによって仕組まれていたことでもあった。
その後は「暁」としての活動を繰り返し規模を拡大していったが、里の主導権を奪われることを危惧した半蔵の罠に掛かり、小南を人質に取られた上に長門と共に包囲され、長門と小南を助けるため長門の持つクナイに自らの身体を投げ出し、小南のことを託して死亡した。その死体は長門によりペイン天道として改造されるが、長門の死後は小南に回収されて雨隠れの里に安置された。